# Canton de Bourgneuf-en-Retz
Le canton de Bourgneuf-en-Retz est une ancienne division administrative et circonscription électorale française, située dans le département de la Loire-Atlantique (région Pays de la Loire).

## Géographie
Le canton est composé de deux paysages marquant : au nord le bocage et au sud le Marais breton.

## Histoire
- De 1833 à 1848, les cantons de Bourgneuf et du Pellerin avaient le même conseiller général. Le nombre de conseillers généraux était limité à 30 par département[1].

## Composition
Les données présentées sont issues des études de l'Insee.
| Nom                           | Code Insee | Intercommunalité             | Superficie (km2) | Population (dernière pop. légale) | Densité (hab./km2) |
| ----------------------------- | ---------- | ---------------------------- | ---------------- | --------------------------------- | ------------------ |
| Bourgneuf-en-Retz (chef-lieu) | 44021      | Pornic Agglo Pays de Retz    | 53,19            | 3 586 (2013)                      | 67                 |
| La Bernerie-en-Retz           | 44012      | CA Pornic Agglo Pays de Retz | 6,09             | 2 723 (2014)                      | 447                |
| Chéméré                       | 44040      | CC de Pornic                 | 37,31            | 2 472 (2013)                      | 66                 |
| Saint-Hilaire-de-Chaléons     | 44164      | CA Pornic Agglo Pays de Retz | 34,98            | 2 197 (2014)                      | 63                 |
| Les Moutiers-en-Retz          | 44106      | CA Pornic Agglo Pays de Retz | 9,58             | 1 565 (2014)                      | 163                |
| Fresnay-en-Retz               | 44059      | Pornic Agglo Pays de Retz    | 20,49            | 1 265 (2013)                      | 62                 |

## Représentation

### Conseillers généraux de 1833 à 2015
| Période | Période      | Identité                                                              | Étiquette    | Qualité |
| ------- | ------------ | --------------------------------------------------------------------- | ------------ | --- |
| 1833    | 1839         | Félix Cossin (1798-1854)                                              |              | Ancien capitaine de la Garde Nationale Propriétaire à Nantes                                               |
| 1839    | 1848         | François Bruère                                                       |              | Propriétaire, adjoint au maire de Bourgneuf                                                                |
| 1848    | 1852         | Edouard Boubée                                                        |              | Propriétaire, maire de Chéméré (1848-1852)                                                                 |
| 1852    | 1865 (décès) | Joseph Marion de Procé aîné                                           |              | Propriétaire, vice-président du tribunal de Nantes                                                         |
| 1865    | 1871         | Charles Étienne Gustave Le Clerc de Juigné                            | Légitimiste  | Propriétaire Maire de Saint-Hilaire-de-Chaléons                                                            |
| 1871    | 1877         | Gustave Bourdin                                                       | Républicain  | Notaire |
| 1877    | 1900 (décès) | Charles Étienne Gustave Le Clerc de Juigné                            | Légitimiste  | Maire de Saint-Hilaire-de-Chaléons Président du Conseil Général Député (1871-1878) - Sénateur (1900)       |
| 1900    | 1940         | Marquis Jacques Auguste Marie Le Clerc de Juigné (neveu du précédent) | Conservateur | Propriétaire au Bois-Rouaud Maire de Juigné-sur-Sarthe (1898-1944) Député (1906-1936) Sénateur (1936-1941) |
|         |              |                                                                       |              | |
| 1945    | 1959 (décès) | Charles Hardy                                                         | DVD          | Maire de Chéméré (1942-1959)                                                                               |
| 1959    | 1962 (décès) | Joseph Allard de Grandmaison (1902-1962)                              | CNI          | Propriétaire à Machecoul                                                                                   |
| 1962    | 1982 (décès) | Pierre Leduc (1918-1982)                                              | DVD          | Directeur de l'hôpital de Nantes Maire de Saint-Hilaire-de-Chaléons (1953-1971 et 1978-1982)               |
| 1982    | 2015         | Jean-Raymond Audion                                                   | RPR puis UMP | Cadre bancaire Maire (1979-1995), puis conseiller municipal de Bourgneuf-en-Retz                           |

### Conseillers d'arrondissement (de 1833 à 1940)
Le canton de Bourgneuf avait deux conseillers d'arrondissement.
Il appartenait à l'arrondissement de Paimbœuf jusqu'à sa disparition en 1926.
| Période                                  | Période | Identité                                         | Étiquette | Qualité |
| ---------------------------------------- | ------- | ------------------------------------------------ | --------- | --- |
| 1833                                     | 1839    | Pierre Bénoni Goullin ainé (1799-1875)           |           | Consul de Belgique, Président de la Chambre de commerce de Nantes Propriétaire à Bourgneuf                  |
| 1833                                     | 1839    | M. Louérat                                       |           | Propriétaire à Nantes et aux Moutiers                                                                       |
| 1839                                     | 1845    | Charles Salaün                                   |           | Capitaine au long cours, propriétaire aux Moutiers                                                          |
| 1845                                     | 1848    | Alexandre Clair Thibaud (1818-1860)              |           | Capitaine au long cours, propriétaire aux Moutiers                                                          |
|                                          |         |                                                  |           | |
| 1898                                     |         | Benjamin Lacroix                                 | Droite    | Notaire à La Bernerie-en-Retz                                                                               |
| 1898                                     |         | M. de Beaulieu                                   | Droite    | |
| 1919                                     | 1940    | M. Goyard                                        | Droite    | Président du Conseil d'arrondissement                                                                       |
| 16 février 1921                          |         | Comte Joachim du Plessis de Grenédan (1870-1951) | Droite    | Avocat, professeur à l'Université catholique d'Angers Propriétaire à La Bernerie-en-Retz                    |
| 1940                                     |         |                                                  |           | Les conseils d'arrondissement ont été suspendus par la loi du 12 octobre 1940 et n'ont jamais été réactivés |
| Les données manquantes sont à compléter. |         |                                                  |           | |

## Démographie
| 1962  | 1968  | 1975  | 1982  | 1990  | 1999  |
| ----- | ----- | ----- | ----- | ----- | ----- |
| 7 755 | 7 789 | 7 783 | 8 391 | 8 541 | 9 430 |

| 2006   | 2007   | 2008   | 2009   | 2010   | - |
| ------ | ------ | ------ | ------ | ------ | - |
| 11 544 | 11 904 | 12 185 | 12 467 | 12 749 | - |